# Jean-Pierre Dubois
Jean-Pierre Dubois, född den 4 juli 1940 i Quévert i Côtes-d'Armor, är en fransk travtränare, travkusk och uppfödare.

## Biografi

### Tidig karriär
Jean-Pierre Dubois är en av Frankrikes stora travprofiler, och har framförallt utmärkt sig i avelsverksamhet, särskilt genom sin roll som pionjär inom franskamerikanska korsningar. Dubois började rida vid sju års ålder och vann sitt första montélopp vid tretton års ålder. 1955 började han arbeta som lärling, och två år senare började han även köra sulkylopp. Då han var arton år startade han sin egen verksamhet i Échauffour.

### Som kusk och tränare
Han fick sitt stora genombrott som kusk då han segrade i 1979 års upplaga av Prix d'Amérique med jätteskrällen High Echelon. Tre år senare segrade han även i loppet med Hymour som han även tränade själv. Under många år samarbetade familjen Dubois med konsthandlaren och hästägaren Daniel Wildenstein, som bland annat ägde Coktail Jet, som tränades och kördes av Dubois son Jean-Étienne. Tillsammans nådde de stora framgångar, och segrade bland annat i Prix d'Amérique och Elitloppet.
Jean-Pierre Dubois deltog tillsammans med Bahama i 1994 års upplaga av Elitloppet på Solvalla. Ekipaget slutade på fjärde plats i kvalheatet, och kvalificerade sig därmed till finalheatet samma dag. Finalheatet vanns av den svenska hästen Copiad, och Bahama slutade på femte plats.
Jean-Pierre Dubois stall tränade tillsammans med svensken Roger Grundin även travhästen Varenne i början av dennes karriär, som räknas som en av världens bästa travhästar någonsin, med segrar i bland annat Italienska Derbyt, Prix d'Amérique och Elitloppet. Varenne debuterade den 4 april 1998 i loppet Premio Primavalle på travbanan i Bologna. Han diskvalificerades i loppet efter ett flertal galopper. Ett par veckor efter den misslyckade debuten satte stall Dubois ut Varenne på en hästauktion, där han köptes av den finländske tränaren Jori Turja för 900 000 kronor.
Då Dubois uppnådde maxåldern för att tävla i Frankrike (70 år), fick han inte köra lopp från den 1 januari 2011, efter att ha varit verksam i över 40 år. Den 26 januari 2013 beslutade generalförsamlingen i Europeiska travunionen att den övre åldersgränsen för kuskar i dess medlemsländer slopas, och istället ska en årlig medicinsk undersökning bli obligatorisk i varje land. Jean-Pierre Dubois kunde därefter fortsätta sin verksamhet som kusk i Frankrike.

### Hästuppfödning
På 1990-talet började Dubois föda upp travhästar med franskamerikanska blodslinjer, något som gjorde honom till en av de främsta franska uppfödarna. Dubois söner Jean-Étienne och Jean-Philippe hjälper även till med avelsverksamheten, samt hans barnbarn Julien Dubois, Jean Baudron och Louis Baudron. Familjen Dubois uppfödningar dominerar fransk travsport, mycket tack vare av Jean-Pierre Dubois uppfödda hingstar, bland andra Buvetier d'Aunou, Ganymède, Love You, Goetmals Wood och Arifant, alla med franskamerikanska blodslinjer.
Jean-Pierre Dubois har satsat mer och mer på uppfödning av fullblodshästar för galoppsport, och har bland annat fött upp flera topphästar, bland annat Stacelita som vunnit ett flertal grupp 1-löp. Under en tid bosatte han sig i Québec, där hans gård "Dream With Me Stables" låg. Han sålde senare gården och har istället endast ett kontor i Knowlton, tre timmar från Montréal. I USA äger han flera avelshingstar, bland annat In Dix Huit, Infinitif och Taurus Dream.

## Större segrar i urval
| År   | Lopp                           | Häst               | Kusk                | Tränare                   | Grupp   |
| ---- | ------------------------------ | ------------------ | ------------------- | ------------------------- | ------- |
| 1978 | Prix de l'Étoile               | High Echelon       | Jean-Pierre Dubois  | Georges Marcel Ollitrault | Grupp 1 |
| 1979 | Prix d'Amérique                | High Echelon       | Jean-Pierre Dubois  | Georges Marcel Ollitrault | Grupp 1 |
| 1979 | Prix de Sélection              | High Echelon       | Jean-Pierre Dubois  | Georges Marcel Ollitrault | Grupp 1 |
| 1979 | Grand Critérium de Vitesse     | High Echelon       | Jean-Pierre Dubois  | Georges Marcel Ollitrault | Grupp 1 |
| 1979 | Prix Victor Régis              | Ker Seddouk        | Gérard Mascle       | Jean-Pierre Dubois        | Grupp 2 |
| 1979 | Prix du Bourbonnais            | High Echelon       | Jean-Pierre Dubois  | Jan Kruithof              | Grupp 2 |
| 1982 | Prix d'Amérique                | Hymour             | Jean-Pierre Dubois  | Jean-Pierre Dubois        | Grupp 1 |
| 1982 | Prix de France                 | Hymour             | Jean-Pierre Dubois  | Jean-Pierre Dubois        | Grupp 1 |
| 1982 | Grand Critérium de Vitesse     | Hymour             | Jean-Pierre Dubois  | Jean-Pierre Dubois        | Grupp 1 |
| 1986 | Critérium des 3 ans            | Rainbow Runner     | Jean-Pierre Dubois  | Jean-Pierre Dubois        | Grupp 1 |
| 1987 | Prix Charles Tiercelin         | Rainbow Runner     | Jean-Pierre Dubois  | Jean-Pierre Dubois        | Grupp 2 |
| 1987 | Grand Prix l'UET               | Rangone            | Jean-Pierre Dubois  | Jean-Pierre Dubois        | Grupp 1 |
| 1988 | Prix de l'Étoile               | Rainbow Runner     | Jean-Pierre Dubois  | Jean-Pierre Dubois        | Grupp 1 |
| 1988 | Prix Henri Levesque            | Rainbow Runner     | Jean-Pierre Dubois  | Jean-Pierre Dubois        | Grupp 2 |
| 1990 | Critérium des 3 ans            | Vasquez            | Jean-Pierre Dubois  | Jean-Pierre Dubois        | Grupp 1 |
| 1992 | Prix de Croix                  | Vasquez            | Jean-Pierre Dubois  | Jean-Pierre Dubois        | Grupp 2 |
| 1992 | Prix Henri Levesque            | Vizir Pont Vautier | Jean-Pierre Dubois  | Jean-Pierre Dubois        | Grupp 2 |
| 1992 | Critérium des 3 ans            | Buvetier d'Aunou   | Jean-Pierre Dubois  | Jean-Pierre Dubois        | Grupp 1 |
| 1993 | Prix de l'Étoile               | Bahama             | Jean-Pierre Dubois  | Jean-Pierre Dubois        | Grupp 1 |
| 1993 | Critérium des 4 ans            | Buvetier d'Aunou   | Jean-Pierre Dubois  | Jean-Pierre Dubois        | Grupp 1 |
| 1993 | Prix de Sélection              | Buvetier d'Aunou   | Jean-Pierre Dubois  | Jean-Pierre Dubois        | Grupp 1 |
| 1994 | Prix de l'Étoile               | Bahama             | Jean-Étienne Dubois | Jean-Pierre Dubois        | Grupp 1 |
| 1994 | Prix Henri Levesque            | Bahama             | Jean-Pierre Dubois  | Jean-Pierre Dubois        | Grupp 2 |
| 1994 | Prix de Sélection              | Cygnus d'Odyssée   | Jean-Pierre Dubois  | Jean-Pierre Dubois        | Grupp 1 |
| 1994 | Prix de Croix                  | Best Bourbon       | Jean-Pierre Dubois  | Jean-Pierre Dubois        | Grupp 2 |
| 1994 | Prix Phaeton                   | Camino             | Jean-Pierre Dubois  | Jean-Pierre Dubois        | Grupp 2 |
| 1994 | Gran Premio Palio Dei Comuni   | Bahama             | Jean-Pierre Dubois  | Jean-Pierre Dubois        | Grupp 1 |
| 1995 | Europeiskt femåringschampionat | Camino             | Anders Lindqvist    | Jean-Pierre Dubois        | Grupp 1 |
| 1996 | Prix Victor Régis              | Fébrile            | Jean-Pierre Dubois  | Jean-Pierre Dubois        | Grupp 2 |
| 1996 | Prix Charles Tiercelin         | Extreme Dream      | Anders Lindqvist    | Jean-Pierre Dubois        | Grupp 2 |
| 1998 | Prix de l'Atlantique           | Défi d'Aunou       | Jean-Pierre Dubois  | Jean-Étienne Dubois       | Grupp 1 |
| 1998 | Prix Charles Tiercelin         | Goetmals Wood      | Jean-Pierre Dubois  | Jean-Pierre Dubois        | Grupp 2 |
| 1998 | Prix Phaeton                   | Goetmals Wood      | Jean-Pierre Dubois  | Jean-Pierre Dubois        | Grupp 2 |
| 1999 | Prix de l'Union Européenne     | Défi d'Aunou       | Jean-Pierre Dubois  | Jean-Étienne Dubois       | Grupp 2 |
| 1999 | Prix de l'Atlantique           | Ganymède           | Jean-Pierre Dubois  | Jean-Pierre Dubois        | Grupp 1 |
| 1999 | Oslo Grand Prix                | Ganymède           | Jean-Pierre Dubois  | Jean-Pierre Dubois        | Grupp 1 |
| 2001 | Prix Victor Régis              | Kaisy Dream        | Jean-Pierre Dubois  | Jean-Pierre Dubois        | Grupp 2 |
| 2002 | Prix de Sélection              | Kaisy Dream        | Joseph Verbeeck     | Jean-Pierre Dubois        | Grupp 1 |
| 2002 | Prix Victor Régis              | Love You           | Jean-Pierre Dubois  | Jean-Pierre Dubois        | Grupp 2 |
| 2004 | Prix Phaeton                   | Daguet Rapide      | Jean-Pierre Dubois  | Maurizio Grosso           | Grupp 2 |
| 2004 | Fyraåringseliten               | Daguet Rapide      | Jean-Pierre Dubois  | Maurizio Grosso           | Grupp 2 |
| 2004 | Prix Henri Levesque            | Love You           | Jean-Pierre Dubois  | Jean-Pierre Dubois        | Grupp 2 |
| 2004 | Prix Victor Régis              | Not Disturb        | Jean-Pierre Dubois  | Jean-Pierre Dubois        | Grupp 2 |
| 2004 | Prix de Croix                  | Love You           | Jean-Pierre Dubois  | Jean-Pierre Dubois        | Grupp 2 |
| 2004 | Prix Marcel Laurent            | Love You           | Jean-Pierre Dubois  | Jean-Pierre Dubois        | Grupp 2 |
| 2005 | Prix du Bourbonnais            | Mara Bourbon       | Jean-Pierre Dubois  | Jean-Pierre Dubois        | Grupp 2 |
| 2005 | Europeiskt femåringschampionat | Mara Bourbon       | Jean-Pierre Dubois  | Jean-Pierre Dubois        | Grupp 1 |
| 2006 | Copenhagen Cup                 | Mara Bourbon       | Jean-Pierre Dubois  | Jean-Pierre Dubois        | Grupp 1 |
| 2007 | Prix de l'Étoile               | Qualita Bourbon    | Jean-Pierre Dubois  | Jean-Pierre Dubois        | Grupp 1 |
| 2008 | Prix Charles Tiercelin         | Quatre Juillet     | Jean-Pierre Dubois  | Jean Baudron              | Grupp 2 |
| 2008 | Prix de Sélection              | Qualita Bourbon    | Jean-Pierre Dubois  | Jean-Pierre Dubois        | Grupp 1 |
| 2014 | Danskt Stoderby                | Tast of Bourbon    | Jean-Pierre Dubois  | Jean Baudron              | Grupp 1 |